# マトリックスメタロプロテイナーゼ-3
マトリックスメタロプロテイナーゼ-3（英: matrix metalloproteinase-3、略称: MMP-3）もしくはストロメリシン-1（ストロメライシン-1、英: stromelysin-1）は、ヒトではMMP3遺伝子にコードされる酵素である。MMP3遺伝子は染色体11q22.3に局在するMMP遺伝子クラスターの一部を構成している。MMP-3は推定54 kDaのタンパク質である。

## 機能
マトリックスメタロプロテイナーゼ（MMP）ファミリーのタンパク質は細胞外マトリックスタンパク質の分解に関与しており、胚発生や生殖過程などの正常な生理的過程や関節炎などの疾患過程における組織リモデリング、そして腫瘍の転移などに関係している。MMPの大部分は不活性な前駆体タンパク質として分泌され、細胞外のプロテイナーゼによって切断されて活性化される。
MMP-3はII、III、IV、IX、X型コラーゲン、プロテオグリカン、フィブロネクチン、ラミニン、エラスチンを分解する。さらに、MMP-3はMMP-1、MMP-7、MMP-9など他のMMPを活性化することから、結合組織のリモデリングに重要なものとなっている。この酵素は、創傷治癒、アテローム性動脈硬化、発がんイニシエーションに関与していると考えられている。
MMP3は細胞外空間における古典的役割の他に、細胞核に移行して転写の制御も行っている。

## 遺伝子調節
MMP-3の発現は主に転写レベルで調節されており、MMP3遺伝子のプロモーターは成長因子、サイトカイン、発がんプロモーター、がん遺伝子産物など、さまざまな刺激に応答する。
また、MMP-3自体も核に移行してCTGF/CCN2などの遺伝子を調節する。
MMP3遺伝子プロモーターの多型は1995年に初めて報告された。多型は転写開始部位の上流-1171番目に位置するアデノシンの数の多様性であり、あるアレルではアデノシンは5つ（5A）、他のアレルではアデノシンは6つ（6A）存在する。In vitroでのプロモーターの機能解析では、5Aアレルは6Aアレルよりもプロモーター活性が高いことが示されている。さまざまな研究により、5Aアレルを持つ人物は急性心筋梗塞や腹部大動脈瘤など、MMPの発現増加に起因する疾患に対する感受性が高いことが示されている。
一方6Aアレルは、進行性の冠動脈アテローム性動脈硬化など、低いプロモーター活性による不十分なMMP-3の発現を特徴とする疾患と関係していることが知られている。-1171の5A/6Aバリアントは口唇口蓋裂などの先天性異常とも関係しており、口唇口蓋裂の患者には6A/6A遺伝子型が有意に多い。近年、口唇口蓋裂の患者ではMMP3遺伝子がダウンレギュレーションされていることが示されており、口唇口蓋裂が胚組織のリモデリングの欠陥もしくは不十分なことを原因とする疾患であるという見方が強まっている。

## 構造

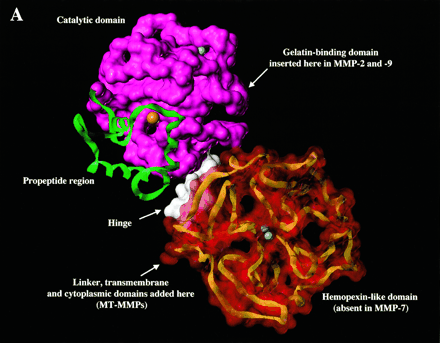
MMPの一般的構造

MMPファミリーのほとんどのメンバーは、N末端のプロペプチド、触媒ドメイン、C末端のヘモペキシン様ドメイン、という3つのよく保存された明確なドメインから構成される。プロペプチドは約80–90アミノ酸からなり、チオール基を介して触媒亜鉛原子と相互作用するシステイン残基が含まれている。プロペプチドには高度に保存された配列（PRCGXPD）が存在する。MMPファミリーの全てのメンバーは潜在型（latent form）として産生され、タンパク質分解によるプロペプチドの除去によって酵素前駆体が活性化される。

触媒ドメインには2つの亜鉛イオンが含まれ、少なくとも1つのカルシウムイオンがさまざまな残基に配位している。2つの亜鉛イオンのうちの1つは活性部位に位置し、MMPの触媒過程に関与している。2つ目の亜鉛イオンとカルシウムイオンは触媒亜鉛から約12 Å離れて位置している。触媒亜鉛イオンはMMPのタンパク質分解活性に必要不可欠であり、触媒亜鉛に配位する3つのヒスチジン残基は全てのMMPで保存されている。触媒ドメインに位置する2つ目の亜鉛イオンとカルシウムイオンの役割はあまり理解されていないが、MMPはこれらのイオンを高い親和性で結合することが示されている。

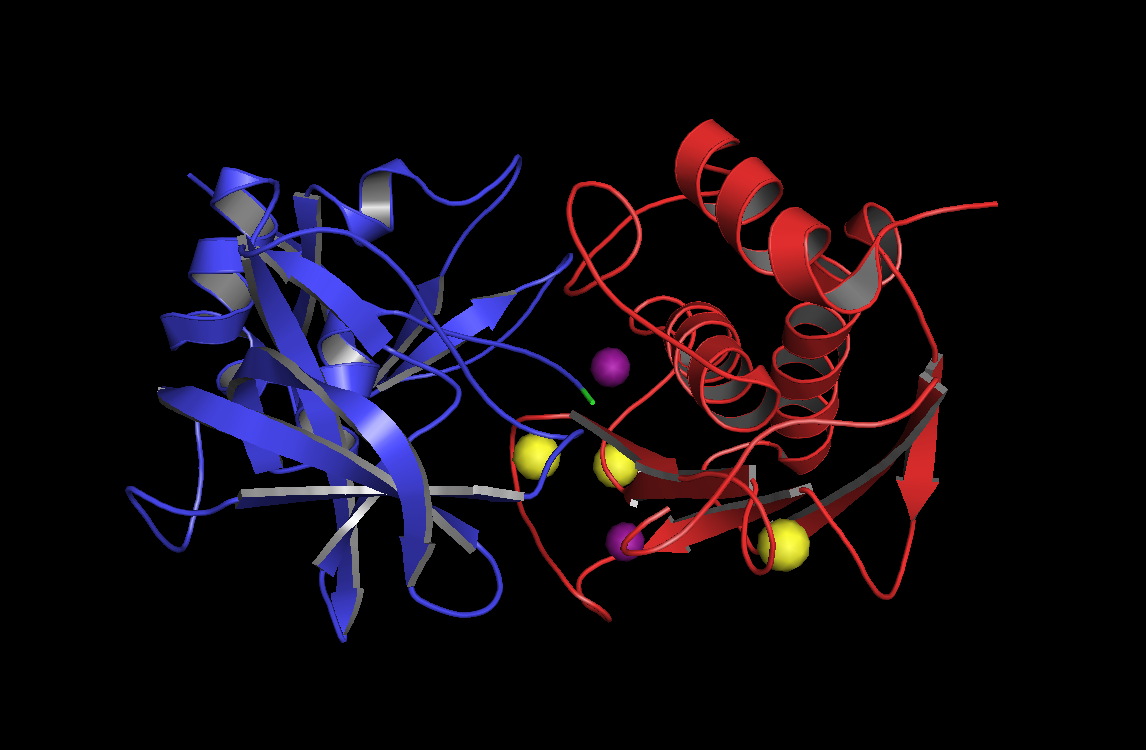
MMP-3（赤）と複合体を形成したTIMP-1（青）の構造。TIMP-1のCys1（緑）が触媒となる亜鉛（紫）に対してキレートを形成している。カルシウムイオン（黄）も示されている。Pymolによるのレンダリング。見やすさのため、非対称単位中の一部のみが示されている。

MMP-3の触媒ドメインはTIMP（tissue inhibitor of metalloproteinase）によって阻害される。TIMPのN末端領域は、MMP-3の活性部位の溝にペプチド基質のように結合する。TIMPのCys1残基は触媒亜鉛とキレートを形成し、触媒グルタミン酸残基（Glu202）のカルボン酸酸素の1つと水素結合を形成する。これらの相互作用によって酵素の機能に必要不可欠な、亜鉛に結合した水分子が追い出される。TIMPによる水分子の喪失と活性部位の遮断によって、酵素反応は不可能となる。
MMPのヘモペキシン様ドメインは高度に保存されており、血漿タンパク質ヘモペキシンと配列が類似している。ヘモペキシン様ドメインは基質結合やTIMPとの相互作用に関与していることが示されている。

## 機構
MMP-3の反応機構は、全てのMMPでみられる一般的機構のバリエーションである。活性部位では、グルタミン酸残基（Glu202）と触媒ドメインに位置する亜鉛イオンの1つに水分子が配位している。まず、配位水分子がペプチド基質の切断が起こりやすい（scissile）炭素に求核攻撃を行い、同時にグルタミン酸残基は水分子からプロトンを引き抜く。引き抜かれたプロトンは、scissileアミドの窒素原子によってグルタミン酸残基から脱離する。その結果、亜鉛原子に配位する四面体型のジェミナルジオレート中間体が形成される。アミド産物が活性部位から放出されるためには、scissileアミドは配位した水分子から2つ目のプロトンを引き抜く必要がある。 一方サーモリシン（他のメタロプロテイナーゼ）では、アミド産物は中性（R-NH2）型で放出されることが示されている。カルボン酸産物は、水分子が亜鉛イオンを攻撃しカルボン酸産物に置き換わった後に放出される。カルボン酸産物の放出は反応の律速段階であると考えられている。
機構に直接関与する水分子に加えて、2つ目の水分子がMMP-3の活性部位の一部をなっていることが示唆されている。この補助的な水分子はジェミナルジオレート中間体を安定化するとともに、形成のための活性化エネルギーを低下させることで遷移状態を安定化していると考えられている。

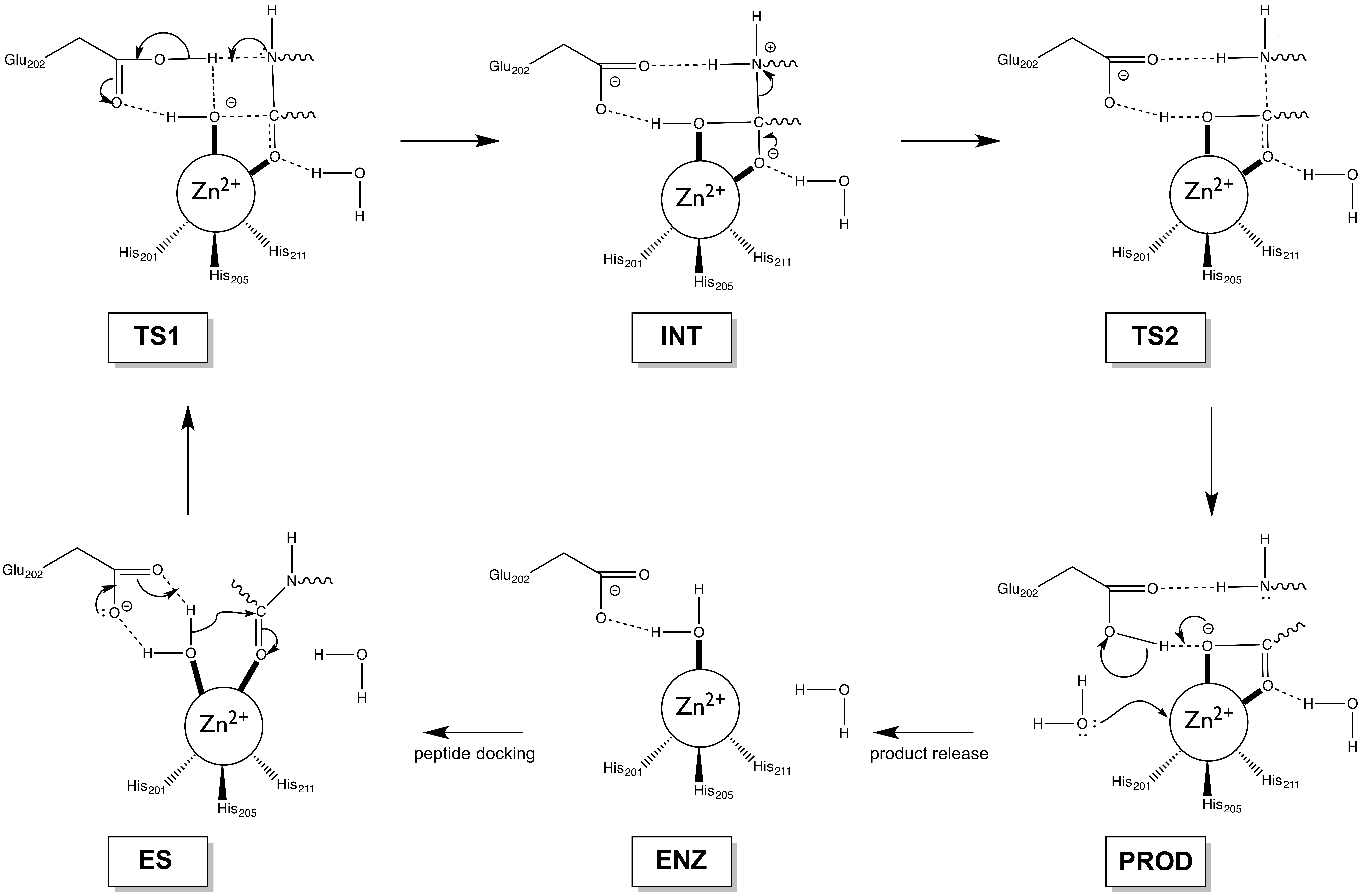
補助的な水分子を伴うMMP-3の触媒機構。示されている電荷は形式電荷である。

## 疾患との関係
MMP-3は、血液脳関門（BBB）の破壊による外傷性脳損傷（TBI）の影響の悪化への関与が示唆されている。さまざまな研究により、脳外傷の後には炎症応答が開始され、脳内のMMPの産生が増加することが示されている。MMP-3ノックアウトマウスを用いて行われた研究では、MMP-3は外傷性損傷後のBBBの透過性を増加させることが示されている。野生型マウスはノックアウトマウスと比較して、TBI後のクローディン5とオクルディンレベルが低いことが示されている。クローディンとオクルディンはBBBの細胞間のタイトジャンクションの形成に必要不可欠なタンパク質である。野生型マウスとノックアウトマウス由来の未損傷組織を活性型MMP-3で処理すると、どちらの組織でもクローディン5、オクルディン、ラミニンα1（基底板（basal lamina）タンパク質）の低下がみられることから、MMP-3はタイトジャンクションと基底板タンパク質の破壊に直接関与していることが示唆される。
MMP-3は脊髄損傷後には、機能的に血液脳関門に相当する血液脊髄関門（BSCB）を損傷する。野生型マウスとMMP-3ノックアウトマウスとを用いて行われた同様の研究では、脊髄損傷後の野生型マウスではノックアウトマウスよりもBSCBの透過性が高く、MMP-3がBSCBの透過性を高めることが示されている。同じ研究では、脊髄組織をMMP-3阻害剤で処理した際には、BSCBの透過性が低下することも示されている。これらの結果は、MMP-3の存在は脊髄損傷後にBSCBの透過性を高める役割を果たすことを示唆している。BBBの場合と同様に、MMP-3はクローディン5、オクルディン、ZO-1（他のタイトジャンクションタンパク質）を分解することでこの損傷を行っていることが示されている。
BBBやBSCBの透過性の増加によって、より多くの好中球が脳や脊髄の炎症部位へ浸潤できるようになる。好中球はMMP-9を持っており、これもオクルディンを分解することが示されている。これによってBBBとBSCBの破壊はさらに進行する。

## 関連文献
- “Metalloproteinases and their inhibitors in matrix remodeling”. Trends in Genetics 6 (4):  121–5. (Apr 1990). doi:10.1016/0168-9525(90)90126-Q. PMID 2132731.
- “Matrix metalloproteinases: structures, evolution, and diversification”. FASEB Journal 12 (25n26):  1075–95. (Sep 1998). doi:10.1142/S0217984998001256. PMID 9737711.
- “Matrix metalloproteinases”. The Journal of Biological Chemistry 274 (31):  21491–4. (Jul 1999). doi:10.1074/jbc.274.31.21491. PMID 10419448.
- “Matrix metalloproteinases and cellular fibrinolytic activity”. Biochemistry. Biokhimiia 67 (1):  92–8. (Jan 2002). doi:10.1023/A:1013908332232. PMID 11841344.